# Idioma esvano
El idioma esvano o svano (en svano: ლუშნუ ნინ, romanizado: lušnu nin; en georgiano: სვანური ენა, romanizado: svanuri ena), también denominado suano, es una lengua kartveliana hablada por los esvanos en el noroeste de Georgia. Con sus hablantes estimados de diversas formas entre 30,000 y 80,000 y la cantidad de jóvenes que lo hablan habiendo disminuido sustancialmente, la UNESCO y ELP lo designan como "susceptible de extinción".
El esvano es de particular interés porque ha conservado muchas características arcaicas que se han perdido en las otras lenguas kartvelianas.

## Aspectos históricos, sociales y culturales

### Distribución geográfica
El idioma svano es la lengua materna de unos 30.000 esvanos, que forman un subgrupo identificable entre los georgianos que habitan las montañas de Svanetia, incluyendo los distritos de Mestia y Lenteji en Georgia, a lo largo de los ríos Inguri, Tsjenistskali y Kodori. Algunos esvanos viven en Abjasia, y aunque se desconoce su número exacto, se habla de unos 2500 individuos.

### Oficialidad
El idioma es usado en el ámbito familiar y en la comunicación social informal. No tiene estándar de escritura ni estatus oficial, pues la mayoría de sus hablantes conocen también el georgiano, lengua oficial del país usada para la literatura y el comercio. No existe enseñanza oficial en svano y el número de hablantes se reduce debido a la dispersión de la población svana, originada por las duras condiciones económicas. El idioma está en peligro de desaparición debido al limitado número de personas que lo hablan y, de acuerdo a la UNESCO, es una «lengua definitivamente amenazada». En 2022, la Presidenta de Georgia Salomé Zurabishvili, mostró su apoyo a las iniciativas para enseñar mingreliano y esvano en las escuelas.

### Dialectos
El idioma svano consta de cuatro dialectos:
- Alto esvano (sobre 15.000 hablantes): se utilizan en la cuenca alta del río Inguri, Alta Esvanetia.[7]
  - Alto bal: tiene como subdialectos al ushgul, kala, ipar, mulaj, mestia, lenzer y latal.
  - Bajo bal: cuenta con los subdialectos becho, tsjumar, etser, par, chubej y lajam.

- Bajo esvano (sobre 12.000 hablantes): se utilizan en la cuenca alta del río Tsjenistskali, Baja Esvanetia.[7]
  - Lashj
  - Lenteji: tiene como subdialectos al jeled, jopur, rtsjmelur y cholur.

### Historia
La población svana se autodenomina shwan-är, mientras que el idioma recibe el nombre de lushnu nin. De los cuatro idiomas caucásicos meridionales o kartvelianos, el esvano es una de las variedades más conservadoras. Se cree que el svano se separó del resto en el segundo milenio a. C. o antes, unos mil años antes de la ramificación del georgiano en los otros dos idiomas. Por ello, es también el más diferenciado del grupo, y no es inteligible para los otros tres (georgiano, laz y mingreliano).
El svano, junto con el mingreliano, figura en los glosarios que Güldenstadt elaboró en 1770.
En 1864 se publicó en Tiflis el llamado Lushnu Anban, término esvano que alude al alfabeto en esta lengua. Dicha publicación recoge frases y pasajes de los Evangelios en svano, georgiano y ruso; el alfabeto para el esvano, de base cirílica, fue el diseñado por Nizharadze en su diccionario ruso-svano de 1910.
El alfabeto georgiano es de fácil adaptación para transcribir el esvano. Este ha sido el modelo seguido para la reproducción del material en esvano en las escasas obras especializadas publicadas en la Rusia zarista para lingüistas y estudiosos del folclore. Posteriormente, en la era soviética, sólo estaban autorizadas obras de esta temática en estas lenguas kartvelianas y, de hecho, durante muchos años fue imposible editar un diccionario svano-georgiano. 
Tampoco en tiempos recientes las iniciativas para otorgar al svano estatus literario han tenido una acogida especialmente favorable. Únicamente, a partir de 1988, algunos periódicos locales han imprimido alguno de los pocos textos folclóricos conservados.

### Influencia de otras lenguas
La influencia del georgiano es patente tanto en el esvano como en las otras dos lenguas kartvelianas no literarias (laz y mingreliano). Ciertos autores también se inclinan por la influencia del circasiano sobre la lengua svana.

### Sistema de escritura
El idioma esvano se considera una lengua no escrita pero para fines lingüísticos, se utilizan escrituras georgianas y latinas para escribirlo. Los intentos de crear escritura se realizaron en los siglos XIX y XXI. Entonces, en 1864, se lanzó el alfabeto esvano en cirílico, pero no echó raíces. El alfabeto esvano sobre la base gráfica georgiana contiene los siguientes 44 caracteres, comparados con los 33 del georgiano:
| ა | ა̈ | ა̄ | ა̄̈ | ბ | გ | დ | ე | ე̄ |
| ზ | თ | ი̄ | კ | ლ | მ | ნ | ჲ | ო |
| ო̈ | ო̄ | ო̄̈ | პ | რ | ს | ტ | უ | უ̈ |
| უ̄ | უ̄̈ | უ̂ | ფ | ფ | ღ | შ | ჩ | ც |
| ძ | წ | ჭ | ხ | ჴ | ჯ | ჷ | ჷ̄ |   |

## Descripción lingüística

### Fonología
La lengua svana es fonéticamente conservadora, reteniendo ciertas peculiaridades del georgiano antiguo; se distingue de las otras lenguas kartvelianas por su sistema vocálico, pues las cinco vocales básicas poseen valores cortos y largos.

#### Consonantes
Como todos los idiomas de la familia caucásica meridional, el esvano tiene un gran número de consonantes (similar al mingreliano, laz y al georgiano). Retiene la consonante /qʰ/ y las semiconsonantes /w/ y /j/.
|           | Bilabial      | Dental        | Palatal       | Velar         | Uvular    | Glotal |
| --------- | ------------- | ------------- | ------------- | ------------- | --------- | ------ |
| Oclusiva  | pʰ b pʼ ფ ბ პ | tʰ d tʼ თ დ ტ |               | kʰ g kʼ ქ გ კ | qʰ qʼ ჴ ყ | ʔ ჸ    |
| Fricativa | f v ჶ ვ       | s z ს ზ       | ʃ ʒ შ ჟ       | x ɣ ხ ღ       |           | h ჰ    |
| Africada  |               | ʦʰ ʣ ʦʼ ც ძ წ | ʧʰ ʤ ʧʼ ჩ ჯ ჭ |               |           |        |
| Nasal     | m მ           | n ნ           |               |               |           |        |
| Líquida   |               | l, r ლ, რ     | j ჲ           | w ჳ           |           |        |

#### Vocales
El dialecto del alto bal es el que más vocales tiene entre todas las lenguas kartvelianas, mostrando tanto las versiones cortas como largas de /a ɛ i ɔ u æ ø y/ más /ə eː/, con un total de 18 vocales (compárese con el georgiano, que tiene solo cinco).
|               | Frontal       | Frontal    | Frontal    | Frontal       | Central       | Central    | Posterior  | Posterior  |
| no redondeada | no redondeada | redondeada | redondeada | no redondeada | no redondeada | redondeada | redondeada |            |
| corta         | larga         | corta      | larga      | corta         | larga         | corta      | larga      |            |
| ------------- | ------------- | ---------- | ---------- | ------------- | ------------- | ---------- | ---------- | ---------- |
| Cerrada       | [ i ] ი i     | [ iː ] ი̄ ī | [ y ] უ̈ ü  | [ yː ] უ̄̈ ű    |               |            | [ u ] უ u  | [ uː ] უ̄ ū |
| Semicerrada   |               | [ eː ] ჱ ė |            |               | [ ə ]¹ ჷ ə    |            |            |            |
| Semiabierta   | [ ɛ ] ე e     | [ ɛː ] ე̄ ē | [ œ ] ო̈ ö  | [ œː ] ო̄̈ ő    | [ ə ]¹ ჷ ə    |            | [ ɔ ] ო o  | [ ɔː ] ო̄ ō |
| Abierta       | [ æ ] ა̈ ä     | [ æː ] ა̄̈ ã |            |               | [ a ] ა a     | [ aː ] ა̄ ā |            |            |

Apart from the odd /eː/, only Upper Bal and Lashkh dialects have long vowels. Only Upper Bal has /æ, æː/; Lashkh does not have the front rounded vowels /œ, œː, y, yː/.
Aparte de la extraña / eː /, solo los dialectos alto bal y Lashj tienen vocales largas. Solo el alto bal tiene / æ, æː /; el lashj no tiene las vocales anteriores redondeadas /œ, œː, y, yː/.

### Gramática
La morfología del svano es menos regular que la de las otras tres lenguas emparentadas y tiene una notable diferencia en las inflexiones verbales. En el svano tiene que haber concordancia entre el sujeto y el objeto, siendo una lengua ergativa.
Existen seis casos cuyas terminaciones varían considerablemente de dialecto a dialecto; a modo de ejemplo, la ergatividad se señala con -em en un dialecto y con -d en otros dos.
Los verbos son determinados por su aspecto, modo y forma.